# Еврейская старина
«Еврейская старина» — научно-исторический журнал (трёхмесячник) Еврейского историко-этнографического общества. Издавался в Петербурге в 1909—1930 годах. Главными редакторами в разное время были С. Дубнов (1909—1922), Л. Штернберг (1924, 1928) и И. Цинберг (1930).
В первоначальных выпусках трёхмесячника печатались научные исследования и материалы по истории и этнографии польско-русского еврейства.
В 1930 году вышел последний том издания, а в связи с закрытием Еврейского историко-этнографического общества — вслед прекратилось и издание журнала.
С 2002 года «Еврейская старина», в качестве альманаха, возобновила свою деятельность. Главный редактор — Евгений Беркович.